# Заведій Павло Харитонович
Павло́ Харито́нович Заведі́й (8 (21) березня 1902 , Полтава, Полтавська губернія, Російська імперія  — невідомо ) — український радянський діяч, залізничник. Депутат Верховної Ради УРСР 1-го скликання (1938–1947).

## Біографія
Народився 8 (21) березня 1902 року в багатодітній родині залізничника в місті Полтава, тепер Полтавська область, Україна. Закінчив три класи залізничної школи та один клас ремесленого училища на станції Панютине. Почав працювали на залізниці на станції Кременчук з 1916 року після смерті батька. У 1920-х закінчив курси паровозних машиністів, працював машиністом в депо станції Кременчук.
26 червня 1938 року обраний депутатом Верховної Ради УРСР 1-го скликання по Кременчуцькій другій виборчій окрузі № 175 Полтавської області. Того ж року — слухач курсів командного складу ЦТК НКШС СРСР, Москва.
Член ВКП(б) з 1940 року.
Під час Великої Вітчизняної війни — в евакуації в містах Бєлгороді, Чкалові, Ташкенті. У вересні 1943 року повернувся на Україну, машиніст на залізничних станціях у Харкові та Ромнах. З лютого 1944 року — інспектор спеціального запасу НКШС 6-го відділення паровозного господарства станції Кременчук.